# Nikołaj Tienzorow
Nikołaj Wasiljewicz Tienzorow, ros. Николай Васильевич Тензеров (ur. ? w Nowoczerkasku, zm. w 1957 r. pod Monachium) – radziecki fizyk i matematyk, propagandysta, a następnie szef Zarządu Bezpieczeństwa Komitetu Wyzwolenia Narodów Rosji podczas II wojny światowej, emigracyjny publicysta i działacz

## Życiorys
Najprawdopodobniej urodził się jako Jurij Wasiliewicz lub Wasilij Nikołajewicz Puzanow. Był z pochodzenia Kozakiem dońskim. Po zakończeniu wojny domowej w Rosji ukrywał swoją prawdziwą tożsamość. Od 1928 r. był nauczycielem. Ukończył studia fizyczno-matematyczne. Od 1931 r. pracował w Instytucie Naukowo-Badawczym Przemysłu Górskiego w Stalinie. W 1934 r. został specjalistą balistyki w jednym z wojskowych instytutów naukowych. Od 1936 r. był docentem-fizykiem w Instytucie Naukowo-Badawczym w Charkowie, prowadząc badania nad energią atomową. Następnie został docentem-matematykiem w jednej z uczelni wyższych w Moskwie. Część b. własowców (np. Wiktor A. Łarionow, czy Borys W. Prianisznikow) twierdziła, że w okresie przedwojennym był współpracownikiem NKWD. Po ataku wojsk niemieckich na ZSRR 22 czerwca 1941 r. zmobilizowano go do Armii Czerwonej. Być może otrzymał stopień wojskowy intendenta 2 rangi. W maju 1942 r. na Krymie dostał się do niewoli niemieckiej. Podjął kolaborację z Niemcami. Przeszedł kursy propagandowe w obozie w Wustrau organizowane przez Ministerstwo Rzeszy ds. Okupowanych Terytoriów Wschodnich. Poznał tam działaczy Narodowego Związku Pracujących (NTS), w wyniku czego został jego członkiem. Jesienią 1944 r. wstąpił do nowo formowanych Sił Zbrojnych Komitetu Wyzwolenia Narodów Rosji. Otrzymał stopień majora. Współtworzył Zarząd Bezpieczeństwa Komitetu Wyzwolenia Narodów Rosji (KONR), stając na jego czele. Po ewakuacji struktur KONR z Berlina na początku lutego 1945 r., pozostał w mieście jako przedstawiciel Komitetu. W kwietniu tego roku wyjechał na południe Niemiec, gdzie w połowie maja wraz z grupą oficerów Sił Zbrojnych KONR został wywieziony przez kpt. P. Donahue, funkcjonariusza amerykańskiego wywiadu wojskowego, w głąb amerykańskiej strefy okupacyjnej. Po zakończeniu wojny uniknął deportacji do ZSRR. Zamieszkał w zachodnich Niemczech pod fałszywym nazwiskiem Wietługin. Od lata 1945 r. starał się odgrywać aktywną rolę w NTS, ale w 1947 r. usunięto go z niej. Był współpracownikiem amerykańskich służb wywiadowczych. Pisał artykuły do emigracyjnej prasy rosyjskiej. Należał do Antykomunistycznego Centrum Ruchu Wyzwoleńczego Narodów Rosji. W 1948 r. zredagował 4 numery pisma "Swobodnoje słowo". Od 1948 do 1951 r. był członkiem kierownictwa i Rady Wojskowo-Politycznej Związku Flagi Andriejewskiej. Rosyjski historyk Borys W. Sokołow w swojej książce pt. "Okkupacyja. Prawda i mify" przedstawił hipotezę, że N. W. Tienzorow był faktycznie podpułkownikiem Armii Czerwonej Dmitrijem Abramowiczem Sobolienko, który – po dostaniu się do niewoli niemieckiej – został zwerbowany przez działacza NTS Aleksandra S. Kazancewa, przyjmując pseudonim "Wietługin". Później miał on służyć w Rosyjskiej Armii Wyzwoleńczej (ROA) jako szef oddziału propagandystów w okupowanym Mińsku.